# 最上稻荷
最上稻荷（さいじょういなり）是位在日本岡山縣岡山市的日蓮宗寺院。山號「最上稻荷山」（さいじょういなりさん），正式的寺號是最上稻荷山妙教寺（みょうきょうじ）。本尊久遠實成本師釋迦牟尼佛，祈禱本尊為最上位經王大菩薩（荼吉尼天）、開基（創立者）為報恩大師。最上稻荷為佛寺，但設有信徒為荼吉尼尊天奉獻的鳥居。在岡山縣一帶，最上稻荷和伏見稻荷大社・豐川稻荷並稱日本三大稻荷。

## 歷史沿革
天平勝寶四年（752年），孝謙天皇大病，天台宗的報恩大師在八疊岩修行祈禱，祈願天皇康復，御本尊「最上位經王大菩薩」向報恩大師顯聖，報恩大師為其刻塑金身供奉，此為最上稻荷的起源。
延曆四年（785年），桓武天皇出資命報恩大師興建佛寺，取名為「龍王山神宮寺」，宗派為天台宗，為佛教寺院兼稻荷神社，供奉最上稻荷，自此香火鼎盛。十六世紀後期，遭日本內亂波擊，廟宇毀損。
慶長六年（1601年），來自關東的日蓮宗的日圓聖人重建寺廟，改名「稻荷山妙教寺」，宗派為佛教日蓮宗，本尊為 久遠實成本師釋迦牟尼佛，祈禱本尊為 最上位經王菩薩 （最上稻荷），另外供奉 「八大龍王尊」與「三面大黑尊天」。

## 御本尊最上位經王菩薩
最上位經王菩薩，為荼吉尼日本化後的法相，天女相右手持鐮刀，左肩抬著稻穗，騎在白狐狸上。最上位經王菩薩的法器，鐮刀與稻穗，象徵五穀豐收。在佛教傳入日本後，荼吉尼尊天被視為稻荷神之一。

## 關連項目
- 稻荷神
- 荼吉尼天
- 豐川稻荷
- 伏見稻荷

## 外部連結
- 最上稻荷 （页面存档备份，存于）